# The Fosters/Episodenliste

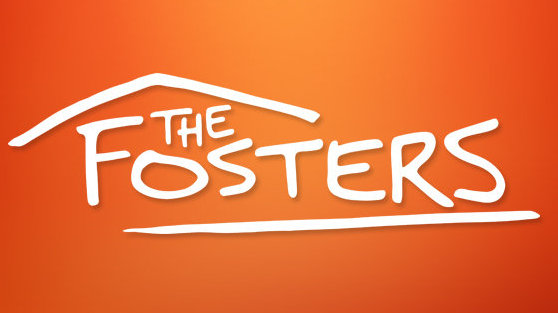
Logo zur Serie

Diese Episodenliste enthält alle Episoden der US-amerikanischen Dramaserie The Fosters, sortiert nach der US-amerikanischen Erstausstrahlung. Die Fernsehserie umfasst fünf Staffeln mit 104 Episoden.

## Übersicht
| Staffel | Episodenanzahl | Erstausstrahlung USA | Erstausstrahlung USA | Deutschsprachige Erstausstrahlung | Deutschsprachige Erstausstrahlung |
| Staffel | Episodenanzahl | Staffelpremiere      | Staffelfinale        | Staffelpremiere                   | Staffelfinale                     |
| ------- | -------------- | -------------------- | -------------------- | --------------------------------- | --------------------------------- |
| 1       | 21             | 3. Juni 2013         | 24. März 2014        | 17. November 2014                 | 26. Januar 2015                   |
| 2       | 21             | 16. Juni 2014        | 23. März 2015        | 21. September 2015                | 8. Februar 2016                   |
| 3       | 20             | 8. Juni 2015         | 28. März 2016        | 4. Mai 2017                       | 6. Juli 2017                      |
| 4       | 20             | 20. Juni 2016        | 11. April 2017       | 13. Juli 2017                     | 2. Juli 2019                      |
| 5       | 22             | 11. Juli 2017        | 6. Juni 2018         | 3. Juli 2019                      | 1. August 2019                    |

## Staffel 1
Die Erstausstrahlung der ersten Staffel war vom 3. Juni 2013 bis zum 24. März 2014 auf dem US-amerikanischen Fernsehsender ABC Family zu sehen. Die deutschsprachige Erstausstrahlung sendete der deutsche Free-TV-Sender Disney Channel vom 17. November 2014 bis zum 26. Januar 2015.
| Nr. (ges.) | Nr. (St.) | Deutscher Titel             | Originaltitel         | Erstausstrahlung USA | Deutschsprachige Erstausstrahlung (D) | Regie             | Drehbuch                                                                         |
| ---------- | --------- | --------------------------- | --------------------- | -------------------- | ------------------------------------- | ----------------- | -------------------------------------------------------------------------------- |
| 1          | 1         | Neuzugang                   | Pilot                 | 3. Juni 2013         | 17. Nov. 2014                         | Tim Busfield      | Bradley Bredeweg & Peter Paige                                                   |
| 2          | 2         | Konsequenzen                | Consequently          | 10. Juni 2013        | 24. Nov. 2014                         | Tim Busfield      | Bradley Bredeweg & Peter Paige                                                   |
| 3          | 3         | Geheimnisse                 | Hostile Acts          | 17. Juni 2013        | 24. Nov. 2014                         | Melanie Mayron    | David Ehrman                                                                     |
| 4          | 4         | Quinceañera                 | Quinceañera           | 24. Juni 2013        | 1. Dez. 2014                          | Joanna Kerns      | Joanna Johnson                                                                   |
| 5          | 5         | Der Morgen danach           | The Morning After     | 1. Juli 2013         | 1. Dez. 2014                          | Bethany Rooney    | Paul Sciarrotta                                                                  |
| 6          | 6         | Samstag                     | Saturday              | 8. Juli 2013         | 8. Dez. 2014                          | Norman Buckley    | Marissa Jo Cerar                                                                 |
| 7          | 7         | Dunkle Geheimnisse          | The Fallout           | 15. Juli 2013        | 8. Dez. 2014                          | Jeff Melman       | Bradley Bredeweg, Peter Paige & Zoila Amelia Galeano                             |
| 8          | 8         | Klarheit                    | Clean                 | 22. Juli 2013        | 15. Dez. 2014                         | Millicent Shelton | David Ehrman & Paul Sciarrotta                                                   |
| 9          | 9         | Entscheidungen              | Vigil                 | 29. Juli 2013        | 15. Dez. 2014                         | David Paymer      | Joanna Johnson                                                                   |
| 10         | 10        | Ich will!                   | I Do                  | 5. Aug. 2013         | 22. Dez. 2014                         | James Hayman      | Bradley Bredeweg & Peter Paige                                                   |
| 11         | 11        | Flitterwochen               | The Honeymoon         | 13. Jan. 2014        | 22. Dez. 2014                         | James Hayman      | Bradley Bredeweg & Peter Paige                                                   |
| 12         | 12        | Nebenwirkungen              | House and Home        | 20. Jan. 2014        | 29. Dez. 2014                         | Martha Mitchell   | Joanna Johnson                                                                   |
| 13         | 13        | Was unausgesprochen blieb   | Things Unsaid         | 27. Jan. 2014        | 29. Dez. 2014                         | Joanna Kerns      | Marissa Jo Cerar                                                                 |
| 14         | 14        | Familientag                 | Family Day            | 3. Feb. 2014         | 5. Jan. 2015                          | Elodie Keene      | Megan Lynn & Wade Solomon                                                        |
| 15         | 15        | Padre                       | Padre                 | 10. Feb. 2014        | 5. Jan. 2015                          | Millicent Shelton | Bradley Bredeweg & Peter Paige Idee:Tamara P. Carter                             |
| 16         | 16        | Wir gegen den Rest der Welt | Us Against The World  | 17. Feb. 2014        | 12. Jan. 2015                         | Lee Rose          | Kelly Fullerton                                                                  |
| 17         | 17        | Vorurteile                  | Kids in the Hall      | 24. Feb. 2014        | 12. Jan. 2015                         | Michael Grossman  | Megan Lynn & Wade Solomon                                                        |
| 18         | 18        | Schwere Entschlüsse         | Escapes and Reversals | 3. März 2014         | 19. Jan. 2015                         | Melanie Mayron    | Thomas Higgins Idee: Joanna Johnson                                              |
| 19         | 19        | Zukunftspläne               | Don’t Let Go          | 10. März 2014        | 19. Jan. 2015                         | Zetna Fuentes     | Kelly Fullerton & Marissa Jo Cerar Idee: Marissa Jo Cerar & Zoila Amelia Galeano |
| 20         | 20        | Der Winterball              | Metropolis            | 17. März 2014        | 26. Jan. 2015                         | Martha Mitchell   | Joanna Johnson                                                                   |
| 21         | 21        | Die Adoption                | Adoption Day          | 24. März 2014        | 26. Jan. 2015                         | Norman Buckley    | Bradley Bredeweg & Peter Paige                                                   |

## Staffel 2
Die Erstausstrahlung der zweiten Staffel lief vom 16. Juni 2014 bis zum 23. März 2015 auf dem US-amerikanischen Fernsehsender ABC Family. Die deutschsprachige Erstausstrahlung sendete der deutsche Free-TV-Sender Disney Channel vom 21. September 2015 bis zum 8. Februar 2016.
| Nr. (ges.) | Nr. (St.) | Deutscher Titel             | Originaltitel            | Erstausstrahlung USA | Deutschsprachige Erstausstrahlung (D/A) | Regie           | Drehbuch                                               |
| ---------- | --------- | --------------------------- | ------------------------ | -------------------- | --------------------------------------- | --------------- | ------------------------------------------------------ |
| 22         | 1         | Enthüllungen                | Things Unknown           | 16. Juni 2014        | 21. Sep. 2015                           | Norman Buckley  | Bradley Bredeweg & Peter Paige                         |
| 23         | 2         | Der Fremde                  | Take Me Out              | 23. Juni 2014        | 28. Sep. 2015                           | Elodie Keene    | Megan Lynn & Wade Solomon                              |
| 24         | 3         | Die Hausparty               | Play                     | 30. Juni 2014        | 5. Okt. 2015                            | Martha Mitchel  | Thomas Higgins                                         |
| 25         | 4         | Schwestern                  | Say Something            | 7. Juli 2014         | 12. Okt. 2015                           | Zetna Fuentes   | Kathleen McGhee-Anderson                               |
| 26         | 5         | Vertrauen                   | Truth Be Told            | 14. Juli 2014        | 19. Okt. 2015                           | Ron Lagomarsino | Kelly Fullerton                                        |
| 27         | 6         | Mutterliebe                 | Mother                   | 21. Juli 2014        | 26. Okt. 2015                           | Lee Rose        | Joanna Johnson                                         |
| 28         | 7         | Der längste Tag             | The Longest Day          | 28. Juli 2014        | 2. Nov. 2015                            | Nzingha Stewart | Marissa Jo Cerar                                       |
| 29         | 8         | Girls Re-United             | Girls Reunited           | 4. Aug. 2014         | 9. Nov. 2015                            | Daisy Mayer     | Bradley Bredeweg & Peter Paige Idee: Joanna Johnson    |
| 30         | 9         | Schatten der Vergangenheit  | Leaky Faucets            | 11. Aug. 2014        | 16. Nov. 2015                           | Lee Rose        | Bradley Bredeweg & Peter Paige Idee: Cristian Martinez |
| 31         | 10        | Freud und Leid              | Someone’s Little Sister  | 18. Aug. 2014        | 23. Nov. 2015                           | Norman Buckley  | Joanna Johnson                                         |
| 32         | 11        | Weihnachten bei den Fosters | Christmas Past           | 8. Dez. 2014         | 30. Nov. 2015                           | Norman Buckley  | Joanna Johnson                                         |
| 33         | 12        | Höhen und Tiefen            | Over/Under               | 19. Jan. 2015        | 7. Dez. 2015                            | Peter Paige     | Bradley Bredeweg & Peter Paige                         |
| 34         | 13        | Kiara                       | Stay                     | 26. Jan. 2015        | 14. Dez. 2015                           | Elodie Keene    | Marissa Jo Cerar                                       |
| 35         | 14        | Mutter Natur                | Mother Nature            | 2. Feb. 2015         | 21. Dez. 2015                           | Martha Mitchell | Thomas Higgins                                         |
| 36         | 15        | Das Doppeldate              | Light of Day             | 9. Feb. 2015         | 28. Dez. 2015                           | Ron Lagomarsino | Megan Lynn & Wade Solomon                              |
| 37         | 16        | Wenn du nur wüsstest        | If You Only Knew         | 16. Feb. 2015        | 4. Jan. 2016                            | Aprill Winne    | Kelly Fullerton                                        |
| 38         | 17        | Was sie verschweigt         | The Silence She Keeps    | 23. Feb. 2015        | 11. Jan. 2016                           | Melanie Mayron  | Cristian Martinez & Dan Richter                        |
| 39         | 18        | Hör mir zu!                 | Now Hear This            | 2. März 2015         | 18. Jan. 2016                           | Rob Morrow      | Thomas Higgins                                         |
| 40         | 19        | Mittel zum Zweck            | Justify the Means        | 9. März 2015         | 25. Jan. 2016                           | Jay Karas       | Joanna Johnson                                         |
| 41         | 20        | Nicht diese Art Mädchen     | Not That Kind of Girl    | 16. März 2015        | 1. Feb. 2016                            | Lee Rose        | Bradley Bredeweg & Peter Paige Idee: Kris Q. Rehl      |
| 42         | 21        | Das Ende vom Anfang         | The End of the Beginning | 23. März 2015        | 8. Feb. 2016                            | Zetna Fuentes   | Joanna Johnson, Bradley Bredeweg & Peter Paige         |

## Staffel 3
Die Erstausstrahlung der dritten Staffel begann am 8. Juni 2015 auf ABC Family und endete am 28. März 2016 auf dem inzwischen zu Freeform umbenannten Sender. Die deutschsprachige Erstausstrahlung wurde vom 4. Mai 2017 bis zum 6. Juli 2017 auf dem deutschen Free-TV-Sender Disney Channel gesendet.
| Nr. (ges.) | Nr. (St.) | Deutscher Titel         | Originaltitel     | Erstausstrahlung USA | Deutschsprachige Erstausstrahlung (D/A) | Regie            | Drehbuch                         |
| ---------- | --------- | ----------------------- | ----------------- | -------------------- | --------------------------------------- | ---------------- | -------------------------------- |
| 43         | 1         | Trümmerhaufen           | Wreckage          | 8. Juni 2015         | 4. Mai 2017                             | Peter Paige      | Bradley Bredeweg & Peter Paige   |
| 44         | 2         | Vatertag                | Father's Day      | 15. Juni 2015        | 4. Mai 2017                             | Aprill Winney    | Joanna Johnson                   |
| 45         | 3         | Déjà-vu                 | Déjà Vu           | 22. Juni 2015        | 11. Mai 2017                            | Charlie Stratton | Thomas Higgins                   |
| 46         | 4         | Mehr als nur Worte      | More Than Words   | 29. Juni 2015        | 11. Mai 2017                            | Daisy Mayer      | Marissa Jo Cerar                 |
| 47         | 5         | Auf nach Mexiko!        | Going South       | 6. Juli 2015         | 18. Mai 2017                            | Elodie Keene     | Michael MacLennan                |
| 48         | 6         | Die Überraschungsparty  | It's My Party     | 13. Juli 2015        | 18. Mai 2017                            | Kees Van Oostrum | Megan Lynn & Wade Solomon        |
| 49         | 7         | Glaube, Hoffnung, Liebe | Faith, Hope, Love | 20. Juli 2015        | 25. Mai 2017                            | Jann Turner      | Cristian Martinez & Kris Q. Rehl |
| 50         | 8         | Töchter                 | Daughters         | 3. Aug. 2015         | 25. Mai 2017                            | Chandra Wilson   | Elle Johnson                     |
| 51         | 9         | Idyllwild               | Idyllwild         | 10. Aug. 2015        | 1. Juni 2017                            | Joanna Johnson   | Joanna Johnson                   |
| 52         | 10        | Glück gehabt            | Lucky             | 17. Aug. 2015        | 1. Juni 2017                            | Peter Paige      | Bradley Bredeweg & Peter Paige   |
| 53         | 11        | Eine große Chance       | First Impressions | 25. Jan. 2016        | 8. Juni 2017                            | Peter Paige      | Bradley Bredeweg & Peter Paige   |
| 54         | 12        | Unklarheiten            | Mixed Messages    | 1. Feb. 2016         | 8. Juni 2017                            | Rich Newey       | Thomas Higgins                   |
| 55         | 13        | Suche nach Romeos Julia | If and When       | 8. Feb. 2015         | 15. Juni 2017                           | Elodie Keene     | Anne Meredith                    |
| 56         | 14        | Stefs Entscheidung      | Under Water       | 15. Feb. 2016        | 15. Juni 2017                           | Ron Lagomarsino  | Joanna Johnson                   |
| 57         | 15        | Blindes Vertrauen       | Minor Offenses    | 22. Feb. 2016        | 22. Juni 2017                           | Rob Morrow       | Michael MacLennan                |
| 58         | 16        | Emotionale Intelligenz  | EQ                | 29. Feb. 2016        | 22. Juni 2017                           | Anne Renton      | Anne Meredith                    |
| 59         | 17        | Sechzehn                | Sixteen           | 7. März 2016         | 29. Juni 2017                           | Elodie Keene     | Marissa Jo Cerar                 |
| 60         | 18        | Die Generalprobe        | Rehearsal         | 14. März 2016        | 29. Juni 2017                           | Norman Buckley   | Megan Lynn & Wade Solomon        |
| 61         | 19        | Romeo und Julia         | The Show          | 21. März 2016        | 6. Juli 2017                            | Bradley Bredeweg | Bradley Bredeweg & Peter Paige   |
| 62         | 20        | Nichts als die Wahrheit | Kingdom Come      | 28. März 2016        | 6. Juli 2017                            | Joanna Johnson   | Joanna Johnson                   |

## Staffel 4
Die Erstausstrahlung der vierten Staffel lief vom 20. Juni 2016 bis zum 11. April 2017 auf dem US-amerikanischen Fernsehsender Freeform. Die deutschsprachige Erstausstrahlung wurde vom 13. Juli bis zum 29. September 2017 auf dem deutschen Free-TV-Sender Disney Channel gesendet. Die restlichen Folgen sendete der österreichische Free-TV-Sender ORF eins vom 25. Juni bis zum 2. Juli 2019. 
| Nr. (ges.) | Nr. (St.) | Deutscher Titel                 | Originaltitel        | Erstausstrahlung USA | Deutschsprachige Erstausstrahlung (D/A) | Regie                | Drehbuch                       |
| ---------- | --------- | ------------------------------- | -------------------- | -------------------- | --------------------------------------- | -------------------- | ------------------------------ |
| 63         | 1         | Wo ist Nick?                    | Potential Energy     | 20. Juni 2016        | 13. Juli 2017                           | Rob Morrow           | Bradley Bredeweg & Peter Paige |
| 64         | 2         | In Sicherheit                   | Safe                 | 27. Juni 2016        | 13. Juli 2017                           | Rob Morrow           | Joanna Johnson                 |
| 65         | 3         | Vertrauen ist alles             | Trust                | 11. Juli 2016        | 20. Juli 2017                           | Elodie Keene         | Anne Meredith                  |
| 66         | 4         | Reise in die Vergangenheit      | Now for Then         | 18. Juli 2016        | 20. Juli 2017                           | Silas Howard         | Constance M. Burge             |
| 67         | 5         | Lenas Geburtstag                | Forty                | 25. Juli 2016        | 27. Juli 2017                           | Velvet Andrews Smith | Megan Lynn & Wade Solomon      |
| 68         | 6         | Karten auf den Tisch            | Justify              | 1. Aug. 2016         | 3. Aug. 2017                            | Kelli Williams       | Cristian Martinez              |
| 69         | 7         | Auf und Ab                      | Highs & Lows         | 8. Aug. 2016         | 10. Aug. 2017                           | Chandra Wilson       | Kris Q. Rehl                   |
| 70         | 8         | Girlpower                       | Girl Code            | 15. Aug. 2016        | 17. Aug. 2017                           | Aprill Winney        | Megan Lynn & Wade Solomon      |
| 71         | 9         | New York                        | New York             | 22. Aug. 2016        | 24. Aug. 2017                           | Joanna Johnson       | Joanna Johnson                 |
| 72         | 10        | #justice4jack                   | Collateral Damage    | 29. Aug. 2016        | 31. Aug. 2017                           | Peter Paige          | Bradley Bredeweg & Peter Paige |
| 73         | 11        | Schwere Stunden                 | Insult to Injury     | 31. Jan. 2017        | 7. Sep. 2017                            | Rob Morrow           | Bradley Bredeweg & Peter Paige |
| 74         | 12        | Alles nur ein schlechter Traum? | Dream a Little Dream | 7. Feb. 2017         | 14. Sep. 2017                           | Rob Morrow           | Joanna Johnson                 |
| 75         | 13        | Ungewöhnliche Maßnahmen         | Cruel and Unusual    | 14. Feb. 2017        | 22. Sep. 2017                           | Norman Buckley       | Anne Meredith                  |
| 76         | 14        | Keine Privatsphäre              | Doors and Windows    | 21. Feb. 2017        | 29. Sep. 2017                           | Susan Flannery       | Constance M. Burge             |
| 77         | 15        | Gleiches Recht für alle         | Sex Ed               | 28. Feb. 2017        | 25. Juni 2019                           | Michael Medico       | Kris Q. Rehl                   |
| 78         | 16        | Der Brief                       | The Long Haul        | 14. März 2017        | 26. Juni 2019                           | Bradley Bredeweg     | Megan Lynn & Wade Solomon      |
| 79         | 17        | Projekt Baumhaus                | Diamond in the Rough | 21. März 2017        | 27. Juni 2019                           | Lily Mariye          | Cristian Martinez              |
| 80         | 18        | Judes dunkle Seite              | Dirty Laundry        | 28. März 2017        | 28. Juni 2019                           | Laura Nisbet         | Megan Lynn & Wade Solomon      |
| 81         | 19        | Wer weiß was?                   | Who Knows            | 4. Apr. 2017         | 1. Juli 2019                            | Joanna Johnson       | Joanna Johnson                 |
| 82         | 20        | Die Zeit läuft                  | Until Tomorrow       | 11. Apr. 2017        | 2. Juli 2019                            | Peter Paige          | Bradley Bredeweg & Peter Paige |

## Staffel 5
Die Erstausstrahlung der fünften Staffel lief vom 11. Juli 2017 bis zum 6. Juni 2018 auf dem US-amerikanischen Fernsehsender Freeform. Die deutschsprachige Erstausstrahlung sendete der österreichische Free-TV-Sender ORF eins vom 3. Juli bis zum 1. August 2019. Am 23. Februar 2021 erschien die fünfte Staffel auf Disney+ unter der neuen Marke Star im gesamten deutschsprachigen Raum.
| Nr. (ges.) | Nr. (St.) | Deutscher Titel                  | Originaltitel          | Erstausstrahlung USA | Deutschsprachige Erstausstrahlung (A) | Regie               | Drehbuch                                        |
| ---------- | --------- | -------------------------------- | ---------------------- | -------------------- | ------------------------------------- | ------------------- | ----------------------------------------------- |
| 83         | 1         | Widerstand                       | Resist                 | 11. Juli 2017        | 3. Juli 2019                          | Peter Paige         | Bradley Bredeweg & Peter Paige                  |
| 84         | 2         | Finde deinen Weg                 | Exterminate Her        | 18. Juli 2017        | 4. Juli 2019                          | Danny Nucci         | Joanna Johnson                                  |
| 85         | 3         | Nur Mut                          | Contact                | 25. Juli 2017        | 5. Juli 2019                          | Aprill Winney       | Anne Meredith                                   |
| 86         | 4         | Schritt für Schritt              | Too Fast, Too Furious  | 1. Aug. 2017         | 8. Juli 2019                          | Tate Donovan        | Cristian Martinez                               |
| 87         | 5         | Sprich es aus                    | Telling                | 8. Aug. 2017         | 9. Juli 2019                          | Anne Renton         | Kris Q. Rehl                                    |
| 88         | 6         | Bekenne dich                     | Welcome to the Jungler | 15. Aug. 2017        | 10. Juli 2019                         | Kelli Williams      | Megan Lynn & Wade Solomon                       |
| 89         | 7         | Lass es zu                       | Chasing Waterfalls     | 22. Aug. 2017        | 11. Juli 2019                         | Chandra Wilson      | Bradley Bredeweg & Peter Paige                  |
| 90         | 8         | Verlobt                          | Engaged                | 29. Aug. 2017        | 12. Juli 2019                         | Kees Van Oostrum    | Megan Lynn & Wade Solomon                       |
| 91         | 9         | Abschlussball der besonderen Art | Prom                   | 5. Sep. 2017         | 15. Juli 2019                         | Joanna Johnson      | Joanna Johnson                                  |
| 92         | 10        | Wer hält zu dir?                 | Sanctuary              | 9. Jan. 2018         | 16. Juli 2019                         | Rob Morrow          | Bradley Bredeweg & Peter Paige                  |
| 93         | 11        | Zwischen den Welten              | Invisible              | 16. Jan. 2018        | 17. Juli 2019                         | Laura Nisbet Peters | Megan Lynn & Wade Solomon Idee: Kimberly Ndombe |
| 94         | 12        | Mach dich bereit                 | #IWasMadeInAmerica     | 23. Jan. 2018        | 18. Juli 2019                         | Lee Rose            | Anne Meredith                                   |
| 95         | 13        | Klarheit                         | Line in the Sand       | 30. Jan. 2018        | 19. Juli 2019                         | Cheryl Dunye        | Dan Richter                                     |
| 96         | 14        | Narben                           | Scars                  | 6. Feb. 2018         | 22. Juli 2019                         | Kelli Williams      | Cristian Martinez & Kris Q. Rehl                |
| 97         | 15        | Muttertag                        | Mother's Day           | 13. Feb. 2018        | 23. Juli 2019                         | Bradley Bredeweg    | Joanna Johnson                                  |
| 98         | 16        | Sei ehrlich zu dir               | Giving Up the Ghost    | 27. Feb. 2018        | 24. Juli 2019                         | Michael Medico      | Megan Lynn & Wade Solomon                       |
| 99         | 17        | Entscheidung                     | Makeover               | 6. März 2018         | 25. Juli 2019                         | Laura Nisbet Peters | Cristian Martinez & Kris Q. Rehl                |
| 100        | 18        | Sag einfach ja                   | Just Say Yes           | 13. März 2018        | 26. Juli 2019                         | Joanna Johnson      | Joanna Johnson                                  |
| 101        | 19        | Die lange Reise                  | Many Roads             | 13. März 2018        | 29. Juli 2019                         | Peter Paige         | Bradley Bredeweg & Peter Paige                  |
| 102        | 20        | Die Fosters                      | Meet the Fosters       | 4. Juni 2018         | 30. Juli 2019                         | Michael Medico      | Megan Lynn & Wade Solomon                       |
| 103        | 21        | Turks & Caicos                   | Turks & Caicos         | 5. Juni 2018         | 31. Juli 2019                         | Joanna Johnson      | Joanna Johnson                                  |
| 104        | 22        | Das Herz entscheidet             | Where the Heart Is     | 6. Juni 2018         | 1. Aug. 2019                          | Joanna Johnson      | Joanna Johnson                                  |